# ユーリードシステムズ
ユーリードシステムズは、ロータスチェン、ルイスロウ、ウェイゼンチェンによって1989年8月5日に設立された、台湾台北市のコンピュータ・ソフトウェア会社である。カナダのコーレル株式会社に買収され、ソフトウェアのいくつかは継続して開発・発売が行われている。代表的なソフトウェアは「VideoStudio」「DVD MovieWriter」など

## 歴史
元々台湾本社Ulead Systems Inc.は、台湾スキャナメーカーのマイクロテック社の出資子会社としてスキャナ用のイメージ編集ソフトを開発。
同時にWindows版としては先駆的なプロユース向けのイメージ編集ソフトを開発し、1990年のコムデックスで発表。
設立間もないUleadは資金繰りの確保を目指して、1991年にアルダスソフトウェアに対しOEMでの販売契約を行いアルダスソフトウェアのPhotoStylerとして開発・販売された。
その際にUleadはアルダスソフトウェアとの間で、10年間プロユース向けの写真編集ソフトウェアを開発・販売しないという契約を交わした。
しかし、その後もアルダスソフトウェアのPhotoStylerは、日本国内でUleadを通じて、ポラロイドやニコンなどのスライドスキャナなどにバンドル販売されていた。
上記の事情により、Uleadは、それまでスキャナのOEMバンドル用として開発していた簡易イメージ管理・編集ソフトの商品化を行った。
そして、1992年に株式会社アイネスとの国内代理店契約によって、ホームユース向けイメージ編集ソフト「ImagePals1.2日本語版」を開発・発売する。
1993年には新たな国内代理店契約を住友金属工業株式会社を結び、「MediaStudio」「VideoStudio」「MophStudio」を順次開発・販売をする。
1994年、PhotoStylerはアドビシステムズに吸収されてしまい、Uleadによる販売が不可能になった。
「ImagePals」としては、Ver2まで販売され、1995年デジタルカメラユーザーのニーズを鑑み、写真編集ソフトウェアとしてブランドイメージを変え、中級者以上のマーケットの取り込みを目的として、PhotoImpact(Vre.3)が発売された。PhotoStylerのバンドル販売の欠損を補完する目的もあった。
PhotoImpact(Vre.3)で、開発、販売が進み、Adobe Photoshopの競争相手として知名度を上げていった。
1996年にはカノープス株式会社(現在のトムソン・カノープス)との間で国内代理店契約を結び、1997年にホームユース向け写真編集ソフトウェア「iPhoto Express1.1」並びに住友金属との代理店契約解消により「MediaStudioPro5」を開発、販売。
1997年12月にアイネスとの代理店契約を解消に伴って、ユーリードシステムズ株式会社設立。「PhotoImpact4.2」を発売。
設立当時の代表取締役は下村慶一で、CorelによってInterVideoが買収されるときのコーレル株式会社の代表取締役。
1998年12月にVideoStudio3を発売。
1999年9月にVideoStudio3 DVを発売し、Microsoft Windows 98SE(Second Edition)で標準されたIEEE 1394デバイスドライバとDVカメラドライバに国内で最も早い段階で対応し、1394ポートを搭載するパソコンにバンドル販売が成功。このことがきっかけになって、国内のVideo編集マーケットのトップシェアを得ることとなる。
その後、ユーリードはビデオの編集などの様々な領域でのマルチメディアソフトウェアを開発、展開。VideoStudioなどの編集ソフト、DVD MovieWriterなどのオーサリングソフト、PhotoExplorerなどのメディア管理ソフトなどを発表していった。
2001年9月17日に、ユーリードは2487.TWとして台湾株式市場に記載。
2005年4月13日に、およそ6800万ドルでInterVideoに買収される。2006年7月9日に、InterVideoは、ユーリードとの合併を2006年12月28日に行うと発表。
2006年8月28日に、InterVideoが1億9600万ドルでCorel Corporationに買収されることが決定。同年12月12日にInterVideoとUlead Systmesの買収が完了したと発表。解散時、会社は神奈川県横浜市西区みなとみらいに所在していた。
2006年12月31日にユーリードシステムズ株式会社は解散。インタービデオ株式会社に全ての権利が移管され事実上の吸収合併となった。
2007年7月1日にインタービデオ株式会社もコーレル株式会社と合併した。当初コーレルもみなとみらいに所在していたが、2015年に新橋に移転している。

## 主な製品

### 動画編集
- VideoStudio
- MediaStudio Pro
- Cool 3D(現MotionStudio 3D）
- DVD SlideTheater

### DVDオーサリング
- DVD MovieWriter(海外名：DVD MovieFactory)
- DVD DiskRecorder
- DVD Workshop

### 画像
- Cool 360
- PhotoImpact
- Photo Explorer

### 動画変換
- Hi-Def Life